# Крійлевялья
Крі́йлевялья (ест. Kriilevälja küla) — село в Естонії, у міському самоврядуванні Пайде повіту Ярвамаа.

## Населення
Чисельність населення на 31 грудня 2011 року становила 73 особи.

## Географія
Село лежить у східному передмісті Пайде.
Через населений пункт проходить автошлях 15175 (Пайде — Мюнді — Мяекюла).

## Історія
З 24 жовтня 1991 до 25 жовтня 2017 року село входило до складу волості Пайде.